# アラスカ標準時
| UTC-3:30 | ニューファンドランド標準時 （ニューファンドランド夏時間はUTC-2:30） |
| UTC-4    | 大西洋標準時（大西洋夏時間はUTC-3）                                 |
| UTC-5    | 東部標準時（東部夏時間はUTC-4）                                     |
| UTC-6    | 中部標準時（中部夏時間はUTC-5）                                     |
| UTC-7    | 山岳部標準時（山岳部夏時間はUTC-6）                                 |
| UTC-8    | 太平洋標準時（太平洋夏時間はUTC-7）                                 |
| UTC-9    | アラスカ標準時（アラスカ夏時間はUTC-8）                             |
| UTC-10   | ハワイ・アリューシャン標準時                                        |

| UTC+10 | チャモロ標準時 |
| UTC-11 | サモア標準時   |

アラスカ標準時（アラスカひょうじゅんじ、Alaska Standard Time: 略称AKST）は、協定世界時 (UTC) を9時間遅らせた、主にアラスカ地域等の標準時である。「-0900(AKST)」のように表示する。
なお、夏時間では協定世界時より8時間遅れ、アラスカ夏時間（Alaska Daylight Time: 略称AKDT）と呼ばれている。

## アリューシャン列島の標準時区分
アリューシャン列島(アメリカ合衆国領有部分)は西経169度30分から東の地域がアラスカ標準時であるとしている。したがってアリューシャン列島のフォックス諸島がアラスカ標準時の西端で、その西のアリューシャン列島のフォー・マウンテンズ諸島から西がハワイ・アリューシャン標準時(UTC-10)となる。
また、西経169度30分から西にあり、ベーリング海の中にあるプリビロフ諸島、セントマシュー島、セントローレンス島もアラスカ標準時となる。

## 主な該当都市
- アンカレッジ

## 関連
- 標準時
- 大西洋標準時
- 東部標準時
- 中部標準時
- 山岳部標準時
- 太平洋標準時
- ハワイ・アリューシャン標準時
- アメリカ時間
  - アラスカ時間
- UTC-9